# Leucotabanus canithorax
Leucotabanus canithorax är en tvåvingeart som beskrevs av David Fairchild 1941. Leucotabanus canithorax ingår i släktet Leucotabanus och familjen bromsar. Inga underarter finns listade i Catalogue of Life.